# Maō Dante
Maō Dante (jap.: 魔王ダンテ), auch als Demon Lord Dante oder Devil King Dante bekannt, ist eine japanische Manga-Serie von Gō Nagai, das 1971 veröffentlicht wurde. Sie wurde 2002 als Animeserie adaptiert und ist in die Genres Horror und Action einzuordnen.

## Handlung
In einem Alptraum sieht Ryo Utsugi die Zukunft voraus: ein seit langem schlafender Dämon namens Dante soll wiedererweckt werden und die Erde verwüsten. Für die Erweckung soll eine junge Frau geopfert werden. Ryo findet heraus, dass Professor Veil die Zeremonie durchführen will, da er die Wiedergeburt Beelzebubs ist. Der wählt sich Ryos kleine Schwester Saori als Opfer aus. Im Himalaya kommt es zum Kampf und durch einen Trick ist es Ryo selbst, der Dante befreit. Doch um das schlimmste zu verhindern, vereint sich Ryo mit dem Dämon und wird zu einem übermächtigen Mischwesen. Weitere drei Dämonen tauchen auf, die in Sibirien aus ihrem Schlaf erweckt wurden. Um die Menschheit zum Kampf gegen die Bedrohung zu vereinen, werden in Japan eine Reihe von Morden inszeniert und den vier Dämonen angehängt. Der Konflikt findet seinen Höhepunkt in einer großen Schlacht, in der sich Dante mit den Kämpfern der Menschheit Satan selbst entgegenstellt.

## Veröffentlichung
Der Manga erschien 1971 im Magazin Bokura Magazine beim Verlag Kodansha. Dieser brachte die Kapitel auch gesammelt in drei Bänden heraus. Mehrere Neuauflagen folgten, zuletzt 2018 bei Shogakukan in zwei Bänden. Eine italienische Übersetzung erschien in mehreren Auflagen bei verschiedenen Verlagen.
Ab Mai 1994 erschien eine von Aki Fūga geschriebene und gezeichnete Neufassung unter dem Titel Shin Maō Dante (真・魔王ダンテ). Bei LEED Publishing erschienen bis April 1996 insgesamt acht Bände.

## Verfilmung
Der Manga war bereits kurz nach seiner Veröffentlichung für eine Adaption als Anime vorgesehen, doch dann wurde stattdessen die kurz darauf veröffentlichte Serie Devilman verfilmt, die vom gleichen Zeichner stammt und einer sehr ähnlichen Idee folgt. 2002 wurde dann schließlich doch eine Anime-Serie von Magic Bus produziert. Regie führte Kenichi Maejima und Hauptautor war Shōzo Uehara. Das Charakterdesign entwarf Toshimitsu Kobayashi und die künstlerische Leitung lag bei Yaoki Kakimoto. Für den Ton war Hideo Takahashi zuständig und für die Kameraführung waren Hideo Okazaki und Naoyuki Taniguchi verantwortlich. Die Produzenten waren Hiroshi Murano, Kazumi Koide, Tetsuo Kanno und Tetsuo Mikami.
Die insgesamt 13 je 25 Minuten langen Folgen wurden ab dem 31. August 2002 von AT-X ausgestrahlt. Die letzte Folge wurde am 23. November 2002 gezeigt. Es wurden Übersetzungen ins Englische, Spanische, Portugiesische, Tagalog und Italienische produziert und im Fernsehen sowie über Streamingdienste ausgestrahlt. Auch auf Französisch wurde der Anime veröffentlicht.

### Synchronisation
| Rolle                  | Japanische Sprecher (Seiyū) |
| ---------------------- | --------------------------- |
| Saeko Kodai / Medusa   | Rie Ishizuka                |
| Ryō Utsugi / Maō Dante | Susumu Chiba                |
| Sōsuke Oshiba          | Takahiro Sakurai            |
| Gott                   | Hiroya Ishimaru             |
| Lamia                  | Rumi Ochiai                 |
| Saori Utsugi           | Sanae Kobayashi             |
| Zennon                 | Sigeru Shibuya              |
| Satan                  | Nachi Nozawa                |

### Musik
Die Musik komponierte Hiroshi Motokura. Für den Vorspann verwendete man das Lied Release your Mind von Tomukazu Seki und der Abspann wurde unterlegt mit dem Lied Heal von Asuka Kuroki.

## Episodenliste
| Nr. (ges.) | Nr. (St.) | Deutscher Titel | Originaltitel  | Erstausstrahlung Japan | Deutschsprachige Erstveröffentlichung (D/A/CH) |
| ---------- | --------- | --------------- | -------------- | ---------------------- | ---------------------------------------------- |
| 1          | 1         | —               | 悪夢 Akumu     | 31. Aug. 2002          | —                                              |
| 2          | 2         | —               | 儀式 Gishiki   | 7. Sep. 2002           | —                                              |
| 3          | 3         | —               | 復活 Fukkatsu  | 14. Sep. 2002          | —                                              |
| 4          | 4         | —               | 狂乱 Kyōran    | 21. Sep. 2002          | —                                              |
| 5          | 5         | —               | 宿命 Unmei     | 28. Sep. 2002          | —                                              |
| 6          | 6         | —               | 予兆 Yochō     | 5. Okt. 2002           | —                                              |
| 7          | 7         | —               | 邂逅 Kaikō     | 12. Okt. 2002          | —                                              |
| 8          | 8         | —               | 不信 Fushin    | 19. Okt. 2002          | —                                              |
| 9          | 9         | —               | 魔宮 Makyū     | 26. Okt. 2002          | —                                              |
| 10         | 10        | —               | 神略 Kamiryaku | 2. Nov. 2002           | —                                              |
| 11         | 11        | —               | 沙織 Saori     | 9. Nov. 2002           | —                                              |
| 12         | 12        | —               | 窮地 Kyūchi    | 16. Nov. 2002          | —                                              |
| 13         | 13        | —               | 終焉 Shūen     | 23. Nov. 2002          | —                                              |

## Rezeption
Für seine Zeit war der Manga originell und hatte Einfluss auf viele spätere Werke, sowohl von Go Nagai als auch von anderen Zeichnern, so die Anime Encyclopedia. Doch da der Anime erst 30 Jahre später entstand, sei er nicht mehr bahnbrechend, sondern wirke wie ein Urotsukidoji für Arme.